# 28 décembre 2014
 (janvier 2023).
Le dimanche 28 décembre 2014 est le 362e jour de l'année 2014.

## Décès
- Leelah Alcorn 	Personnalité transgenre américaine.
- Javier Fragoso 	Footballeur mexicain.

## Événements
- Le président sortant, le social-démocrate Ivo Josipović arrive en tête de l'élection présidentielle en Croatie avec 38,46 % des voix contre 37,21 % pour la candidate de l'Union démocratique l'ancienne ministre Kolinda Grabar-Kitarović. Ils s'affronteront lors d'un second tour qui aura lieu le 11 janvier prochain ;
- Le Vol 8501 AirAsia reliant Surabaya, en Indonésie à Singapour disparaît 42 minutes après son départ au-dessus de la mer de Java, près de l'île indonésienne de Belitung, au large de la côte orientale de Sumatra. 155 passagers et 7 membres d'équipage sont à bord de l'appareil ;
- Le ferry Norman Atlantic qui effectue la liaison entre Patras, dans l'ouest de la Grèce, et le port d'Ancône en Italie fait naufrage à 44 milles nautiques au nord-ouest de Corfou en cause un incendie déclaré à bord pour une raison inconnue. 422 passagers et 56 membres d'équipage sont à bord du navire. 11 passagers dont 3 italiens et 2 secouristes albanais sont morts et entre 18 et 98 personnes sont portées disparues[1] ;
- Un navire marchand battant pavillon turc fait naufrage dans le nord de l'Adriatique au large du port italien de Ravenne, à la suite d'une collision en pleine tempête avec un autre navire battant pavillon de Belize. Deux marins sont morts et quatre sont portés disparus [2].